# Oscar Rosander
Oscar Rosander, född 25 juli 1901 i Eksjö, död 7 maj 1971 i Las Palmas på Kanarieöarna, var en svensk filmklippare, kortfilmsregissör och statistskådespelare.
Rosander blev filosofie kandidat och filosofie magister i Uppsala 1925 efter skolgång i Jönköping samt studier i München, Grenoble, Jena och Greifswald. Han var även verksam som språklärare och som tolk vid utländska inspelningar i Sverige, liksom vid dubbning av utländska filmer till svenska eller svenska filmer till främmande språk.

## Regi
- 1945 - En resa på Dal
- 1946 - Uddeholm
- 1946 - Stockholms slott

## Filmografi roller
- 1931 – En kärleksnatt vid Öresund
- 1931 – Skepp ohoj!
- 1932 – Service de nuit
- 1936 – Bröllopsresan
- 1939 – Kadettkamrater
- 1949 – Törst